# Æthelwulf wessexi király
Æthelwulf, más írásmóddal Athelwulf, Ethelwolf (806 – 858. január 13.) angolszász király, 839-től Wessex uralkodója; egyesítette Wessex királyságát Merciával, így ellen tudott állni a dán vikingek támadásainak, bár édesapjához mérve gyenge uralkodó volt.
A nagy angolszász király, Ecgberht fiaként született. Kezdetben az egyházi pályára volt szánva, papos gondolkodású és békés hajlandóságú volt Fiatalon Kentben mint alkirály uralkodott de winchester püspöke is ő volt. Négy évvel azután került a trónra, hogy a dánok megindították támadásaikat az angol partok ellen. Eleinte sikertelenül harcolt ellenük (839), 851-ben azonban fényes győzelmet aratott fiával, Athelstannal együtt a népes dán sereg felett egy Aclea (vagy Okely) nevű helyen, Surreyben és egy tengeri csatában is győzelmet aratott felettük. Ezután hozzáadta leányát a merciai királyhoz, Burgredhez (853). Az egyházhoz hűen uralkodott és ő küldött először péterfilléreket Rómába a pápának. 853-ban fiát Rómába küldte, hogy ott maga IV. Leó pápa koronázza meg és kenje fel. 856-ban maga is római zarándokútra ment. Itt nagyon megnyerte a rómaiak szeretetét azzal, hogy gazdag alapítványokat tett a város templomai számára. Útban hazafelé 856-ban feleségül vette Kopasz Károly nyugati frank király leányát, Judithot (aki második asszonya lett), akit azután minden angolszász szokás ellenére királynévá koronázott. Ezzel azonban felkeltette első házasságából való fiai haragját úgy, hogy fiainak egyike, Æthelbald, Kent, Essex és Sussex alkirálya nyíltan fellázadt ellene, riválisai pedig megfosztották a tróntól. Kentben és több más keleti tartományban viszont haláláig uralkodhatott. Halála után legidősebb fia, Æthelbald örökölte királyságát.

## Gyermekei
- Æthelwulf első házasságát 830-ban[2] vagy 833-ban[2] Osburgával[1][3] (810 k. – 852 márciusa), Hampshire-i Oslac leányával[1] kötötte. Házasságukból öt gyermek született:
  - Æthelbald[3] (834 – 860. december 20.)
  - Æthelberht[3] (836 – 865 ősze)
  - I. Æthelred[3] (837 – 871. április 23.)
  - Ethelswitha[3] (838 – 888) ∞ Burgred merciai király
  - Ælfred[3] (849 – 899. október 26.)

- Második felesége a már fent említett Karoling-házi Judith[1][3] (844. október – 870 után), házasságuk (856. október 1.[2]) gyermektelen maradt.